# على متن الطائرة
على متن الطائرة (بالإنجليزية: Lift)‏ هو فيلم كوميدي أمريكي عن السرقة لعام 2024 من إخراج إف غاري جراي وكتبه دانييل كونكا. الفيلم من بطولة كيفن هارت، وجوجو مباثا رو، وفنسنت دونوفريو، وأورسولا كوربيرو، وبيلي ماجنوسن، وجاكوب باتالون، وجان رينو، وسام ورذينجتن.
تم إصدار الفيلم على نتفلكس في 12 يناير 2024.

## طاقم التمثيل
- كيفن هارت في دور سايروس.
- جوجو مباثا رو في دور آبي.
- سام ورذينجتن في دور هكسلي.
- فنسنت دونوفريو في دور دينتون.
- أورسولا كوربيرو بدور كاميلا.
- بيلي ماجنوسن في دور ماغنوس.
- كيم يون جي في دور مي سون.
- فيفيك كالرا في دور لوك.
- جان رينو بدور جورجينسون.
- جاكوب باتالون بدور N8.
- بورن جورمان بدور كورماك.
- بول أندرسون في دور دونال.
- ديفيد فخور بدور هاري في دزر هاري.
- جيس ليودين في دور آرثر تيجو.

## الإنتاج
تم التصوير الرئيسي في الفترة من فبراير إلى مايو 2022 في إيطاليا وأيرلندا الشمالية. تم التصوير في مارس في استوديوهات هاربور في بلفاست. تم تصوير المشاهد في تريستي على أراضي قلعة ميرامار في أواخر مايو.